# The Lady in Red
«The Lady in Red» es una canción interpretada por el cantautor argentino nacionalizado irlandés, Chris de Burgh. Fue lanzada en junio de 1986 como el segundo sencillo del álbum Into the Light (1986). Esta balada romántica es la canción más exitosa del cantautor que recibió gran atención en listas de todo el mundo.

## Historia

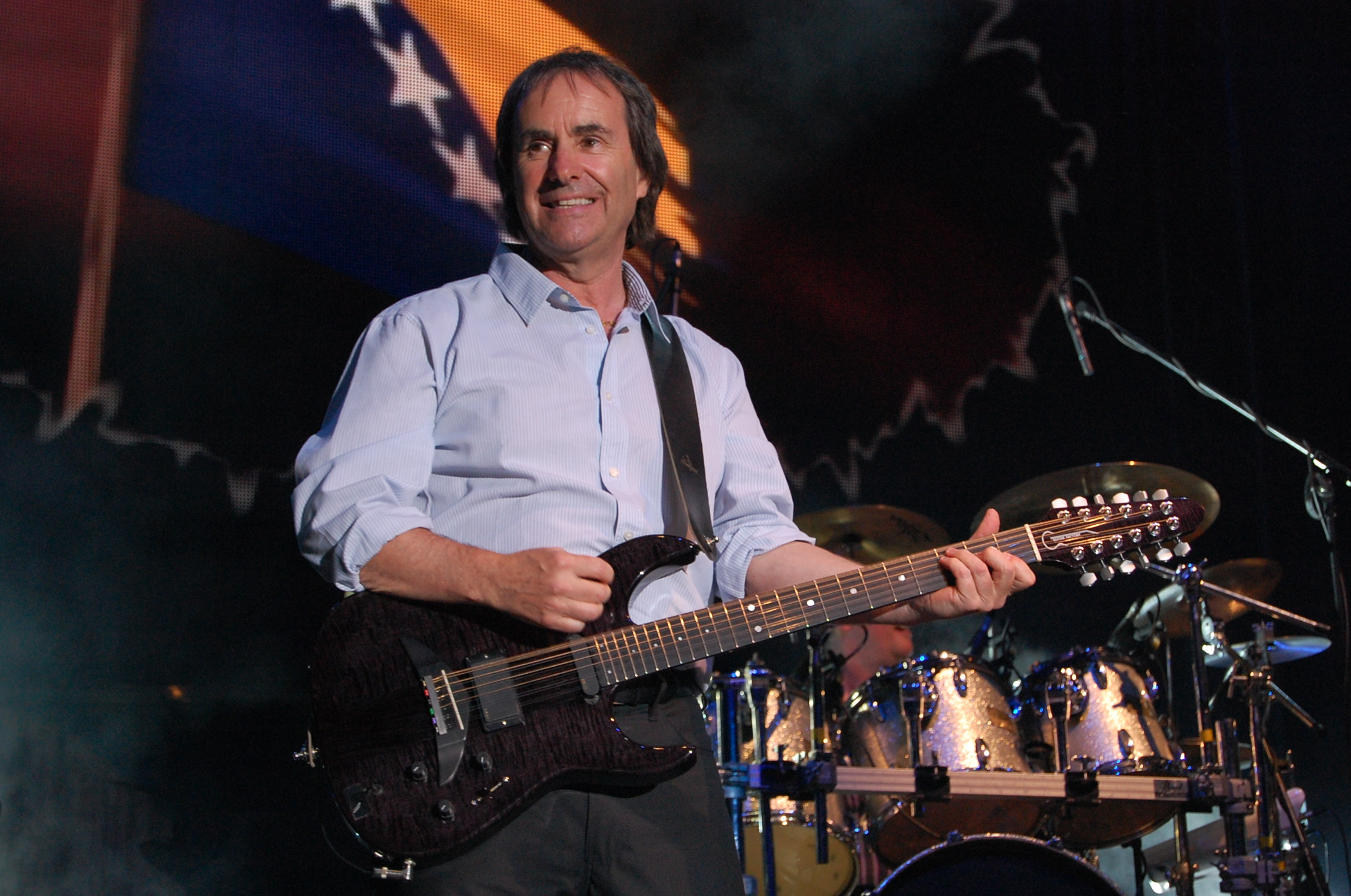
Chris De Burgh en 2007

La canción fue escrita en referencia a (aunque no específicamente sobre) su esposa Diane y fue incluida en el álbum Into the Light. En la serie de televisión británica This Is Your Life, de Burgh dijo que la canción fue inspirada por el recuerdo de la primera vez que vio a Da Ruos una niña en su infancia y cómo los hombres tan a menudo ni siquiera pueden recordar lo que sus mujeres vestían cuando se conocieron.

## Recepción y éxito
La canción fue un éxito masivo en todo el mundo, convirtiéndose en la firma de la canción de Burgh y es considerada generalmente como su canción estándar. Llegó a la posición número uno en Canadá, el Reino Unido, Irlanda, la región de Flandes de Bélgica y Noruega y República Dominicana. También alcanzó el número tres en los Estados Unidos durante la primavera de 1987. La canción también impulsó su álbum «Into The Light» a la posición número uno en el Reino Unido y otros mercados.

## Vídeo
El video musical es un espectáculo de estudio, con la animación al comienzo y al final de la canción. Cuenta con una mujer de pelo rizado de color rojo que representa la letra de la canción.

## Datos adicionales
- Años después, De Burgh volvería a interpretar su famosa canción en español con el nombre de «La Dama de Ayer».
- En una entrevista, De Burgh reveló como a la princesa de Gales, Lady Di (1961 - 1997); fue a ver una actuación en un concierto privado; y como después de su actuación, Diana lo alcanzó detrás del escenario para agradecerle por escribir la canción «The Lady in Red». Aparentemente, Diana tenía la impresión de que la canción había sido escrita (o dedicada) directamente a ella, debido a que era conocida por su preferencia por la ropa de color rojo. De Burgh agradeció el halago y la admiración, pero le reveló a Diana cuál era la verdadera historia detrás de la canción y le comentó que la letra era dedicada a su esposa Diane y no a ella.

## Posiciones en listas

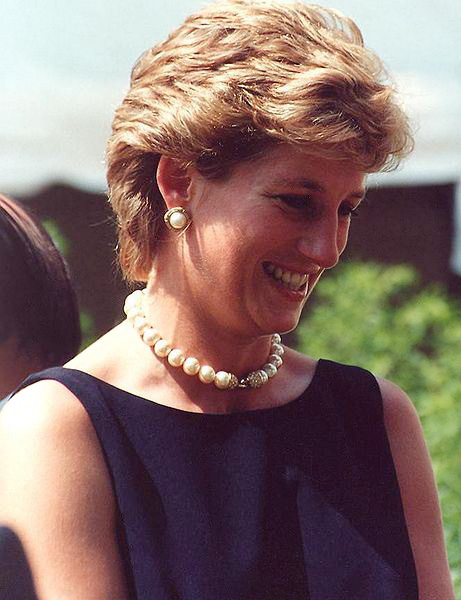
Diana de Gales; creyó que la balada estaba dedicada a ella, pero Chris de Burgh le reveló que era para su esposa, Diane.

| Listas (1986 – 1987)                  | Máxima posición |
| ------------------------------------- | --------------- |
| Alemania (Offizielle Deutsche Charts) | 5               |
| Australia (Kent Music Report)         | 2               |
| Austria (Ö3 Austria Top 40)           | 7               |
| Bélgica (Flandes) (Ultratop 50)       | 1               |
| Bélgica (VRT Top 30 Flandes)          | 1               |
| Canadá (RPM Top Singles)              | 1               |
| España (AFYVE)                        | 4               |
| Estados Unidos (Billboard Hot 100)    | 3               |
| Estados Unidos (Adult Contemporary)   | 2               |
| Estados Unidos (Cash Box)             | 2               |
| Finlandia (Suomen virallinen lista)   | 6               |
| Francia (IFOP)                        | 67              |
| Irlanda (IRMA)                        | 1               |
| Nueva Zelanda (Recorded Music NZ)     | 6               |
| Noruega (VG-lista)                    | 1               |
| Países Bajos (Dutch Top 40)           | 6               |
| Países Bajos (Mega Single Top 100)    | 4               |
| Polonia (LP3)                         | 1               |
| Reino Unido (UK Singles Chart)        | 1               |
| Sudáfrica (Springbok Radio)           | 1               |
| Suecia (Sverigetopplistan)            | 3               |
| Suiza (Schweizer Hitparade)           | 18              |